# Byron Diman
Byron Diman (Bristol, 5 agosto 1795 – Bristol, 1º agosto 1865) è stato un politico statunitense, 19º Governatore del Rhode Island.

## Biografia
Diman è nato il 5 agosto 1795 a Bristol, nel Rhode Island. Ha lavorato presso un ufficio commerciale per oltre vent'anni. Prestò servizio nella milizia del Rhode Island e in seguito divenne generale di brigata. Divenne più volte un membro della Camera dei rappresentanti del Rhode Island.
Diventò Vicegovernatore del Rhode Island per 3 anni prima di vincere le elezioni come governatore, candidandosi col il partito di Law and Order Party. Benché non riuscì ad ottenere la maggior parte dei voti, fu selezionato come governatore dello stato ad opera dell'Assemblea Generale. Il suo mandato iniziò il 6 maggio 1846 e finì il 4 maggio 1847.
In seguito riuscì a diventare senatore per 3 anni aiutando i governatori James Fenner e Charles Jackson. Prese parte al Partito Repubblicano a Bristol. Infine morì il 1º agosto 1865 e sepolto al cimitero di Juniper Hill.

### Fonti
- Sobel, Robert e John Raimo. Biographical Directory of the Governors of the United States, 1789-1978. Greenwood Press, 1988. ISBN 0-313-28093-2